# Smartsheet

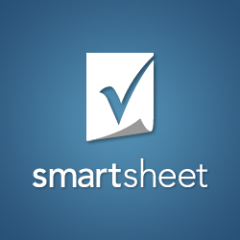
Logo von Smartsheet

Smartsheet Inc. ist ein US-amerikanisches Unternehmen mit Sitz in Bellevue, Washington. Seit April 2018 ist Smartsheet Inc. an der New Yorker Börse gelistet. Smartsheet Inc. ist Inhaber und Entwickler der Plattform Smartsheet, eine Software für Projektmanagement, und verzeichnete 2019 einen Umsatz von 270 Mio. USD.

## Geschichte
Das Unternehmen wurde 2005 u. a. von Brent Frei gegründet. Frei verkaufte vor der Gründung sein eigenes Unternehmen Onyx Software Corp. Ein Jahr später sammelte Smartsheet Inc. dann ihre ersten 4 Mio. USD. Zu diesem Zeitpunkt hatte das Unternehmen nur neun Mitarbeiter.
Nachdem Smartsheet Inc. der Software einen neuen Anstrich verpasste, steigerte sich der Umsatz um fast 100 % in vier aufeinanderfolgenden Jahren. Im Dezember 2012 sammelte Smartsheet Inc. dann in der vierten Runde der Finanzierung weitere 26 Mio. USD. Daraufhin folgte dann 2014 auch schon die nächste Finanzierung. Diesmal in Höhe von 35 Mio. USD. Nur drei Jahre später sammelt Smartsheet Inc. mehr als 52 Mio. USD. 2018 kaufte Smartsheet Inc. dann das schottische Unternehmen Converse.Al, das Software zur Automation von Arbeitsprozessen entwickelt.

### Börsengang
Am 27. April 2018 ging Smartsheet Inc. mit einem Startwert von 18,40 USD an die New Yorker Börse (NYSE: "SMAR"). Heute hat die Aktie einen Kurswert von 44,54 USD. (Stand: 6. Juni 2020)

## Unternehmen

### Leitung
- Mark Mader, CEO & Vorsitzender[2]
- Brent Frei, Gründer & Vorsitzender
- Jennifer Ceran, CFO
- Michael Arntz, Chief Revenue Officer
- Praerit Garg, CTO

### Geschäftszahlen
Im Jahr 2019 erwirtschaftete das Unternehmen einen Umsatz von 178 Mio. USD. Das entspricht einer Steigerung von mehr als 50 % gegenüber dem Geschäftsjahr davor mit 111 Mio. USD Umsatz.
| Jahr | Umsatz | Gewinn | Bilanzsumme | Mitarbeiter |
| ---- | ------ | ------ | ----------- | ----------- |
| 2018 | 111    | −54    | 117         | 1101        |
| 2019 | 178    | −54    | 309         | 1588        |